# Горнє Стативе
45°31′ пн. ш. 15°28′ сх. д. / 45.51° пн. ш. 15.47° сх. д.
Горнє Стативе (хорв. Gornje Stative) — населений пункт у Хорватії, у Карловацькій жупанії у складі міста Карловаць.

## Населення
Населення за даними перепису 2011 року становило 385 осіб.
Динаміка чисельності населення поселення: